# المحاولة (مسلسل)
المحاولة (بالإنجليزية: Trying) هو مسلسل تلفزيوني كوميدي بريطاني من تأليف آندي ولتون.  تم عرضه لأول مرة في 1 مايو 2020 على + Apple TV. 

## القصة
تدور أحداث المسلسل حول نيكي وجيسون، وهما زوجان يريدان حقًا أن يصبحا أبوين لكنهما يعانيان من إنجاب طفل. من أجل إنجاب الطفل الذي يريدون أن يقرروا تبنيه، فقط لمواجهة قائمة كاملة من التحديات الجديدة التي تأتي مع عملية التبني. 

## الابطال
- راف سبال بدور جايسون
- استير سميث في دور نيكي
- إيميلدا ستونتون في دور بيني
- أوفيليا لوفيبوند بدور إيريكا
- أوليفر كريس في دور فريدي

## الحلقات
| ر. الإجمالي | العنوان                 | المخرج       | الكاتب      | تاريخ الإصدار الأصلي |
| ----------- | ----------------------- | ------------ | ----------- | -------------------- |
| 1           | «Nikki and Jason»       | Jim O'Hanlon | Andy Wolton | 1 مايو 2020          |
| 2           | «The Ex-Girlfriend»     | Jim O'Hanlon | Andy Wolton | 1 مايو 2020          |
| 3           | «Tickets for a Queue»   | Jim O'Hanlon | Andy Wolton | 1 مايو 2020          |
| 4           | «Rainbow Castle People» | Jim O'Hanlon | Andy Wolton | 1 مايو 2020          |
| 5           | «Someone Else's Kids»   | Jim O'Hanlon | Andy Wolton | 1 مايو 2020          |
| 6           | «Show Me the Love»      | Jim O'Hanlon | Andy Wolton | 1 مايو 2020          |
| 7           | «Good Old Family Map»   | Jim O'Hanlon | Andy Wolton | 1 مايو 2020          |
| 8           | «We Know the Way Out»   | Jim O'Hanlon | Andy Wolton | 1 مايو 2020          |

## إنتاج
في 12 يوليو 2019 ، أفيد أن شركة Apple Inc. وBBC تعملان معًا من أجل مسلسل كوميدي جديد بعنوان العمل ألاباما . كان إنتاج المسلسل قيد التنفيذ بالفعل مع إطلاق المسلسل في وقت ما في عام 2020.  المحاولة هي الإنتاج المشترك الثاني بين Apple و BBC بعد الإعلان عن إعادة التشغيل Prehistoric Planet قبل شهرين.   في 19 يناير 2020 ، أعلنت شركة Apple Inc. سابقًا عن السلسلة في بيان صحفي يحمل العنوان الرسمي Trying . 
في 1 مايو 2020 ، أكدت إستر سميث في مقابلة مع Metro أن Apple قد تم بالفعل تكليف الموسم الثاني. 

### التصوير
إلى جانب التقرير الأولي للمسلسل في يوليو 2019 ، تم الإعلان عن أن إيميلدا ستونتون ستشارك في المسلسل. في البيان الصحفي الصادر في يناير 2020 ، أعلنت شركة Apple أن Rafe Spall وEsther Smith سيشاركان في المسلسل. 

## روابط خارجية
- الموقع الرسمي
 – official site
- المحاولة  في قاعدة بيانات الأفلام على الإنترنت (بالإنجليزية)
- المحاولة (مسلسل) في روتن توميتوز.
- Trying at Metacritic